# Скрепі
Скрепі (англ. scrapie) — пріонна інфекція овець. Симптоми: підвищена активність, сильний хронічний свербіж шкіри, тремтіння, паралічі, виснаження, смерть. Аналог коров'ячого сказу.

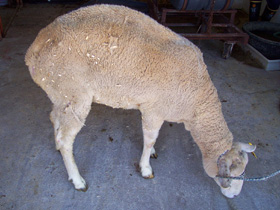
Порушення постави і ходи у вівці, яка захворіла на скрепі

Відома також під назвами «рисиста хвороба», «овеча трясучка», «тремтіння баранів».
Викликається дегенеративними змінами в ЦНС. Описана в 1732 році, поширена в Європі, Південній Африці, Індії, Канаді, США. Хвороба заразна, інкубаційний період становить від 1 до 4 років. Від прояву перших симптомів до загибелі тварин минає декілька тижнів.